# 长花羊茅
长花羊茅（学名：Festuca dolichantha）为禾本科羊茅属下的一个种。

## 扩展阅读
- 維基物種上的相關：长花羊茅